# Tournoi des Six Nations des moins de 20 ans 2012
Navigation
Tournoi des moins de 20 ans 2011 Tournoi des moins de 20 ans 2013
Le Tournoi des Six Nations des moins de 20 ans 2012 est une compétition annuelle de rugby à XV disputée par six équipes européennes : Angleterre, pays de Galles, Irlande, France, Écosse et Italie.
Le tournoi se déroule du 3 février au 16 mars 2012 les mêmes semaines que pour le Tournoi disputé par leurs aînés et selon un calendrier de cinq journées pendant lesquelles chaque participant affronte toutes les autres. Les trois équipes qui ont l'avantage de jouer un match de plus à domicile sont la France, le pays de Galles et l'Irlande.

## Classement
| Rang | Nation             | J | V | N | D | Pm  | Pe  | Diff | Pts |
| ---- | ------------------ | - | - | - | - | --- | --- | ---- | --- |
| 1    | Angleterre -20 (T) | 5 | 4 | 0 | 1 | 169 | 40  | +129 | 8   |
| 2    | France -20         | 5 | 4 | 0 | 1 | 109 | 63  | +46  | 8   |
| 3    | Irlande -20        | 5 | 4 | 0 | 1 | 86  | 46  | +40  | 8   |
| 4    | Pays de Galles -20 | 5 | 2 | 0 | 3 | 89  | 125 | -36  | 4   |
| 5    | Écosse -20         | 5 | 1 | 0 | 4 | 59  | 160 | -101 | 2   |
| 6    | Italie -20         | 5 | 0 | 0 | 5 | 60  | 138 | -78  | 0   |

|  | Vainqueur du tournoi (no 1). |
|  | T : tenant du titre.         |

Attribution des points : Deux points sont attribués pour une victoire, un point pour un match nul, aucun point en cas de défaite.
Règles de classement : 1. points marqués ; 2. différence de points de matchs ; 3. nombre d'essais marqués ; 4. titre partagé.

## Matchs et résultats
Les heures sont données dans les fuseaux utilisés par les pays participants : WET (UTC) dans les îles Britanniques et CET (UTC+1) en France et en Italie.
Première journée
| Le 3 février à 19 h 05  | Dubarry Park, Athlone                | Irlande -20 | 11 – 6 | Pays de Galles -20 |
| Le 3 février à 19 h 30  | Firhill Stadium, Glasgow             | Écosse -20  | 3 – 59 | Angleterre -20     |
| Le 18 février à 15 h 30 | Stade Pierre-Rajon, Bourgoin-Jallieu | France -20  | 19 – 5 | Italie -20         |

Deuxième journée
| Le 3 mars à 14 h 00     | Stade Mario-Battaglini, Rovigo | Italie -20         | 7 – 42  | Angleterre -20 |
| Le 10 février à 19 h 35 | Eirias Park, Colwyn Bay        | Pays de Galles -20 | 28 – 15 | Écosse -20     |
| Le 11 février à 14 h 00 | Stade des Alpes, Grenoble      | France -20         | 12 – 13 | Irlande -20    |

Troisième journée
| Le 24 février à 19 h 05 | Dubarry Park, Athlone  | Irlande -20    | 27 – 8  | Italie -20         |
| Le 24 février à 19 h 45 | The Stoop, Twickenham  | Angleterre -20 | 40 – 9  | Pays de Galles -20 |
| Le 25 février à 19 h 30 | Netherdale, Galashiels | Écosse -20     | 21 – 30 | France -20         |

Quatrième journée
| Le 9 mars à 19 h 10  | Eirias Park, Colwyn Bay    | Pays de Galles -20 | 30 – 23 | Italie -20     |
| Le 9 mars à 19 h 05  | Dubarry Park, Athlone      | Irlande -20        | 26 – 0  | Écosse -20     |
| Le 10 mars à 19 h 45 | Stade de la Rabine, Vannes | France -20         | 12 – 8  | Angleterre -20 |

Cinquième journée
| Le 16 mars à 18 h 00 | Stade Calvisano, Brescia | Italie -20         | 17 – 20 | Écosse -20  |
| Le 16 mars à 19 h 35 | Eirias Park, Colwyn Bay  | Pays de Galles -20 | 16 – 36 | France -20  |
| Le 16 mars à 19 h 30 | Adams Park, High Wycombe | Angleterre -20     | 20 – 9  | Irlande -20 |